# Dom-le-Mesnil
Pour les articles homonymes, voir Dom.
Dom-le-Mesnil est une commune française située dans le département des Ardennes, en région Grand Est.

## Géographie

### Localisation
Le village se situe entre Charleville-Mézières et Sedan, sur la rive gauche de la Meuse.
Pont-à-Bar est un hameau de la commune de Dom-le-Mesnil, situé sur la D 764, l'ancienne route de Mézières à Sedan, et sur le canal des Ardennes, à proximité de la confluence de la Bar (et du canal des Ardennes) dans la Meuse.

### Hydrographie
La commune est dans le bassin versant de la Meuse au sein du bassin Rhin-Meuse. Elle est drainée par la Meuse, le canal de l'Est Branche-Nord, la Bar, le canal des Ardennes  (versant Meuse) et le ravin de Parfondru,.
La Meuse, d'une longueur de 486 km, est un fleuve européen qui prend sa source en France, dans la commune du Châtelet-sur-Meuse, à 409 mètres d'altitude, et se jette dans la mer du Nord après un cours long d'approximativement 950 kilomètres traversant la France, la Belgique et les Pays-Bas. Elle s'écoule d'est en ouest en longeant la commune sur son flanc nord, sur une longueur d'environ 3,5 km.
Le canal de l'Est Branche-Nord, d'une longueur de 141 km, est un chenal et un cours d'eau naturel navigable qui relie Givet à Troussey, où il rejoint le canal de la Marne au Rhin. Il se superpose, dans la commune, à la Meusesur une longueur d'environ 0,8 km.

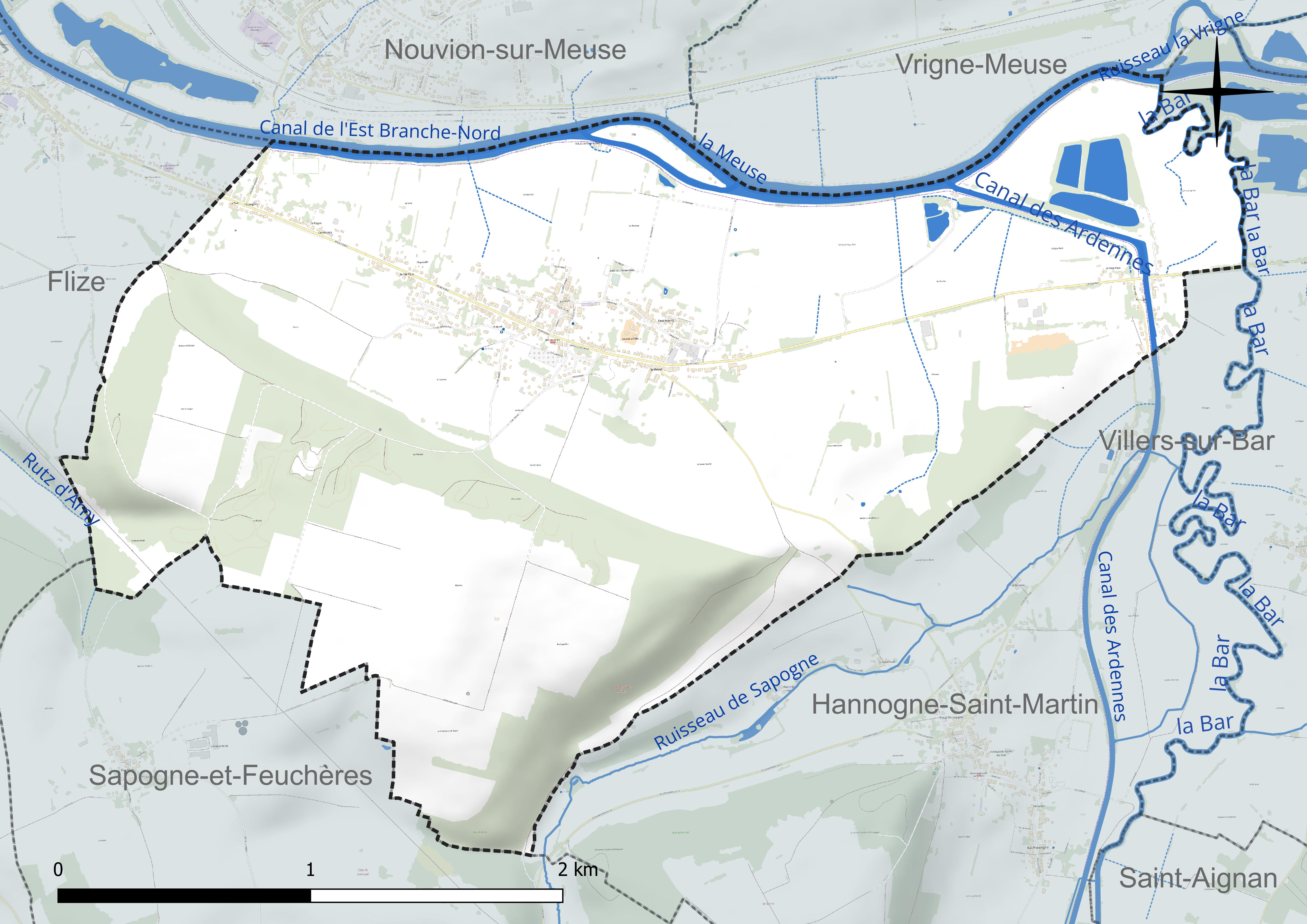
Réseau hydrographique de Dom-le-Mesnil.

La Bar, d'une longueur de 62 km, prend sa source dans la commune de Harricourt et se jette  dans la Meuse sur la commune, après avoir traversé 20 communes.
Le canal des Ardennes  (versant Meuse), d'une longueur de 30 km,  est un chenal et un cours d'eau naturel navigable qui a son origine dans la commune de Bairon et ses environs et se jette  dans la Meuse sur la commune, après avoir traversé dix communes.

### Climat
Pour des articles plus généraux, voir Climat du Grand Est et Climat des Ardennes.
En 2010, le climat de la commune est de type climat de montagne, selon une étude du Centre national de la recherche scientifique s'appuyant sur une série de données couvrant la période 1971-2000. En 2020, Météo-France publie une typologie des climats de la France métropolitaine dans laquelle la commune est exposée à un climat océanique altéré et est dans la région climatique Lorraine, plateau de Langres, Morvan, caractérisée par un hiver rude (1,5 °C), des vents modérés et des brouillards fréquents en automne et hiver.
Pour la période 1971-2000, la température annuelle moyenne est de 10,1 °C, avec une amplitude thermique annuelle de 15,6 °C. Le cumul annuel moyen de précipitations est de 955 mm, avec 13,1 jours de précipitations en janvier et 9,5 jours en juillet. Pour la période 1991-2020, la température moyenne annuelle observée sur la station météorologique de Météo-France la plus proche, « Charleville-Méz. », sur la commune de Charleville-Mézières à 11 km à vol d'oiseau, est de 9,9 °C et le cumul annuel moyen de précipitations est de 928,4 mm. 
La température maximale relevée sur cette station est de 39,2 °C, atteinte le 25 juillet 2019 ; la température minimale est de −17,5 °C, atteinte le 1er janvier 1997,,.
Les paramètres climatiques de la commune ont été estimés pour le milieu du siècle (2041-2070) selon différents scénarios d'émission de gaz à effet de serre à partir des nouvelles projections climatiques de référence DRIAS-2020. Ils sont consultables sur un site dédié publié par Météo-France en novembre 2022.

## Urbanisme

### Typologie
Au 1er janvier 2024, Dom-le-Mesnil est catégorisée bourg rural, selon la nouvelle grille communale de densité à 7 niveaux définie par l'Insee en 2022.
Elle appartient à l'unité urbaine de Nouvion-sur-Meuse, une agglomération intra-départementale dont elle est une commune de la banlieue,. Par ailleurs la commune fait partie de l'aire d'attraction de Charleville-Mézières, dont elle est une commune de la couronne,. Cette aire, qui regroupe 132 communes, est catégorisée dans les aires de 50 000 à moins de 200 000 habitants,.

### Occupation des sols
L'occupation des sols de la commune, telle qu'elle ressort de la base de données européenne d’occupation biophysique des sols Corine Land Cover (CLC), est marquée par l'importance des territoires agricoles (72,9 % en 2018), une proportion sensiblement équivalente à celle de 1990 (73,4 %). La répartition détaillée en 2018 est la suivante : 
prairies (34,7 %), terres arables (32,6 %), forêts (18,7 %), zones urbanisées (8,4 %), zones agricoles hétérogènes (5,7 %). L'évolution de l’occupation des sols de la commune et de ses infrastructures peut être observée sur les différentes représentations cartographiques du territoire : la carte de Cassini (XVIIIe siècle), la carte d'état-major (1820-1866) et les cartes ou photos aériennes de l'IGN pour la période actuelle (1950 à aujourd'hui).

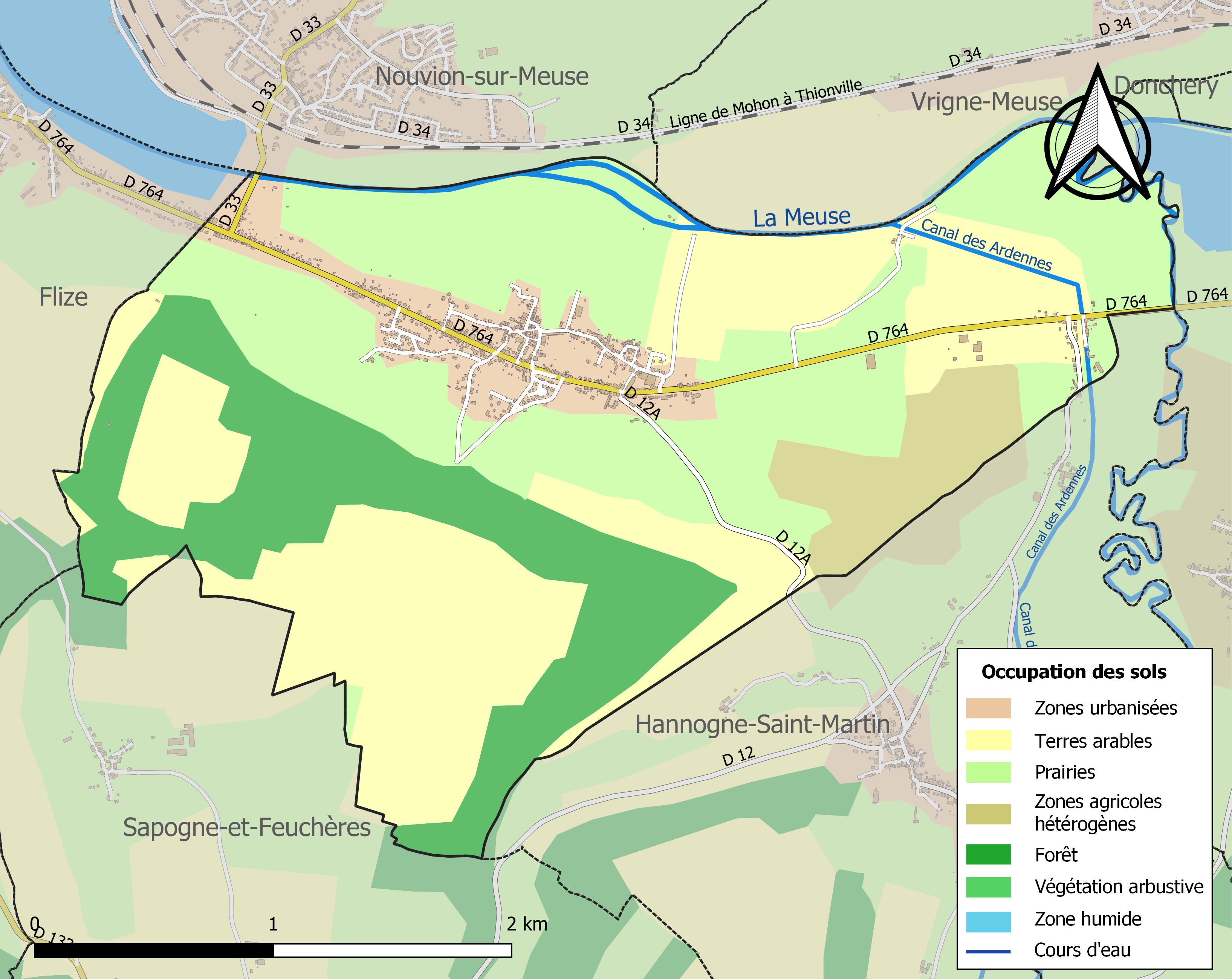
Carte des infrastructures et de l'occupation des sols de la commune en 2018 (CLC).

## Toponymie
Le nom de la localité est attesté sous les formes de Duno en 1229, de Donco avant 1312, de Don en 1355.
Dom, du gaulois dūnum « enceinte fortifiée » et, par métonymie, celui de « colline, mont » puisque la plupart de ces citadelles étaient bâties sur des hauteurs.
« Mesnil », toponyme très répandu en France, à partir de Mansionem, le bas latin a créé un nouveau terme dérivé du mot latin mansionile, diminutif de mansio, demeure, habitation, maison. Devenu en français médiéval maisnil, mesnil, « maison avec terrain ».

## Histoire
Le 14 mai 1940, lors de la bataille de France, Dom-le-Mesnil est défendu par des Français du III/148e régiment d'infanterie de forteresse (commandant Saudo), position organisée en trois points d'appuis et commandée par le capitaine Bernardon de la compagnie de mitrailleuse 2, lorsque la localité est attaquée vers le milieu de la journée par des chars allemands du Panzer-Regiment 4 de la 2. Panzer-Division (Rudolf Veiel) qui débouchent par dizaines de Pont-à-Bar. Cette puissance énorme déployée par les Allemands a raison des défenseurs français, Dom-le-Mesnil sera occupée jusqu'en 1944.

## Politique et administration

### Liste des maires
| Période                                  | Période                   | Identité                                        | Étiquette      | Qualité                                                                       |
| ---------------------------------------- | ------------------------- | ----------------------------------------------- | -------------- | ----------------------------------------------------------------------------- |
| Les données manquantes sont à compléter. |                           |                                                 |                |                                                                               |
| mars 2001                                | mars 2008                 | Claude Marquigny                                |                |                                                                               |
| mars 2008                                | mars 2014                 | Jean-Pierre Cochard                             | SE             | Agent SNCF                                                                    |
| mars 2014                                | En cours (au 25 mai 2020) | Christophe Marot Réélu pour le mandat 2020-2026 | MoDem puis DVG | Ingénieur chargé d'études à l'équipement Conseiller départemental depuis 2021 |

## Population et société

### Démographie
L'évolution du nombre d'habitants est connue à travers les recensements de la population effectués dans la commune depuis 1793. Pour les communes de moins de 10 000 habitants, une enquête de recensement portant sur toute la population est réalisée tous les cinq ans, les populations de référence des années intermédiaires étant quant à elles estimées par interpolation ou extrapolation. Pour la commune, le premier recensement exhaustif entrant dans le cadre du nouveau dispositif a été réalisé en 2005.

En 2022, la commune comptait 1 053 habitants, en évolution de −3,57 % par rapport à 2016 (Ardennes : −2,97 %, France hors Mayotte : +2,11 %).
| 1793 | 1800 | 1806 | 1821 | 1831 | 1836 | 1841 | 1846 | 1851 |
| ---- | ---- | ---- | ---- | ---- | ---- | ---- | ---- | ---- |
| 303  | 378  | 386  | 400  | 559  | 647  | 663  | 741  | 754  |

| 1866 | 1872 | 1876 | 1881 | 1886 | 1891 | 1896 | 1901 | 1906 |
| ---- | ---- | ---- | ---- | ---- | ---- | ---- | ---- | ---- |
| 781  | 765  | 789  | 838  | 868  | 832  | 813  | 874  | 898  |

| 1911 | 1921 | 1926 | 1931 | 1936  | 1946 | 1954  | 1962  | 1968 |
| ---- | ---- | ---- | ---- | ----- | ---- | ----- | ----- | ---- |
| 934  | 928  | 958  | 989  | 1 024 | 993  | 1 087 | 1 033 | 979  |

| 1975 | 1982 | 1990 | 1999  | 2005  | 2006  | 2010  | 2015  | 2020  |
| ---- | ---- | ---- | ----- | ----- | ----- | ----- | ----- | ----- |
| 901  | 927  | 926  | 1 047 | 1 129 | 1 124 | 1 074 | 1 096 | 1 064 |

| 2022  | - | - | - | - | - | - | - | - |
| ----- | - | - | - | - | - | - | - | - |
| 1 053 | - | - | - | - | - | - | - | - |

### Association
Plusieurs associations animent la vie de la commune : les demoiselles, l'Association des Ecoliers Domois (AED), etc.

## Culture locale et patrimoine

### Lieux et monuments
La commune tire une relative célébrité de sa pierre jaune, couramment appelée « la pierre de Dom » par les Ardennais. Cette pierre, extraite sur la colline qui domine le village (« la côte de Dom »), a été utilisée pour la construction dans une large part du département. On note le fait que la place Ducale de Charleville-Mézières a été construite à l'aide de cette pierre ocre jaune, particulièrement friable.
Les carrières de Dom-le-Mesnil, aujourd'hui abandonnées, peuvent être visitées librement et sont remarquables.
- Église Saint-Martin de Dom-le-Mesnil.

### Personnalités liées à la commune
- Gabriel Delattre (1891-1984) avocat et député des Ardennes y est né.

### Héraldique
| Armes de Dom-le-Mesnil | Les armes de Dom-le-Mesnil se blasonnent ainsi : De gueules au pal d’or maçonné de sable, accosté de deux étoiles aussi d’or, au chef cousu aussi de sable chargé d’une fleur de lys d’argent accostée de deux merlettes affrontées du même. |